# Saima Safijewna Karimowa
Saima Safijewna Karimowa (russisch Саима Сафиевна Каримова; * 31. Oktober 1926 in Frunse; † 1. Januar 2013 in Nerjungri) war eine sowjetisch-russische Geologin.

## Leben
Karimowa stammte aus einer tatarischen Arbeiterfamilie, die 1921 aus Tatarien nach Kirgisien kam. Wegen befürchteter Repressionen während des Großen Terrors zog die Familie 1937 ins Donbass nach Rutschenkowe (jetzt Teil Donezks), wo Karimowa in der ukrainischen Schule eine ausgezeichnete Schülerin wurde. Nach Beginn des Deutsch-Sowjetischen Kriegs wurde die Familie nach Tatarien in ein Dorf bei Buinsk evakuiert.
Nach dem Schulabschluss 1945 in Buinsk begann Karimowa das Studium an der Universität Kasan in der Geologischen Fakultät. Ihr erstes Praktikum während des Studiums absolvierte sie in der Oljokminsker Prospektionsexpedition.
Nach dem Abschluss des Studiums 1950 wurde Karimowa in Südjakutien der Aldaner Prospektionsexpedition zugeteilt. Sie wurde für das schwierigste Gebiet bestimmt, so dass sie wegen der Unwegsamkeit des Geländes zu zweit mit ihrer Freundin 47 km zu Fuß zu ihrem Arbeitsort gehen musste. Fünf Jahre lang war sie in der Fjodorowskoje-Glimmer-Lagerstätte tätig.
1955 wurde Karimowa Senior-Geologin in der Südjakutischen Verbundexpedition für die Kohleprospektionsgruppe und die thematischen Gruppen und Chefin der Geologie-Abteilung. Ihre Aufgabe war es, das Potentials der Nerjungri-Steinkohlelagerstätte zu untersuchen und es dem Staatskomitee für Bodenschätze der UdSSR nachzuweisen. Sie berichtete dem Staatskomitee 1959, 1960 und 1962. Sie erhielt Bohrgerät aus Moskau und führte Hunderte von Bohrungen durch. 1968 wurde sie Chefgeologin der Südjakutischen Verbundexpedition. Unter ihrer Führung wurde die Exploration des Nerjungri-Kohlereviers abgeschlossen. 1971 kam eine Kommission aus Japan nach Nerjungri, die acht Metallurgie-Firmen vertrat. Die Kommission schlug der Regierung der UdSSR vor, japanische Ausrüstung im Tausch gegen Nerjungri-Kohle zu liefern. 1973 verteidigte Karimowa im Staatskomitee für Bodenschätze ihre Abschätzung der Nerjungri-Kohlereserven.
1981 eröffnete Karimowa die überaus reiche Elginskoje-Kokskohlelagerstätte 415 km östlich von Nerjungri und 300 km von der Baikal-Amur-Magistrale entfernt. Sie war auch beteiligt an der Bewertung der jakutischen Lagerstätten von Gold, Uran, Molybdän, Granit, Marmor und Baumaterialien. Sie suchte nach unterirdischem Wasser und Mineralwässern. Mit ihrer Beteiligung wurden weitere Kohle- und Eisenerzgruben erschlossen, während die Phlogopit-Lagerstätten noch auf ihre Ausbeutung warten. 1988 ging Karimowa in den Ruhestand.
Das Gymnasium Nr. 1 in Nerjungri trägt Karimowas Namen.

## Ehrungen, Preise
- Verdiente Geologin der Jakutischen Autonomen Sozialistischen Sowjetrepublik
- Verdiente Geologin der RSFSR
- Heldin der sozialistischen Arbeit und Leninorden (1976)[2][4]
- Orden des Roten Banners der Arbeit
- Medaille „Für heldenmütige Arbeit“
- Staatspreis der UdSSR (1982)[2]
- Ehrenbürger der Stadt Nerjungri (1982)
- Ehrenbürger der Republik Sacha (1997)[1]